# Richertsche Gymnasialreform
Die Richertsche Gymnasialreform von 1924/25 war eine wichtige Reform im Zuge der Entwicklung des Gymnasiums in Deutschland. Ihr Name rührt vom preußischen Ministerialbeamten Hans Richert her.
Richert führte eine vierte Gymnasialform in Preußen ein, die „Deutsche Oberschule“, die neben die drei seit 1900 anerkannten Formen (s. u.) trat. Sie zielte insbesondere auf den Abbau des altsprachlichen Anteils in den Gymnasien; stattdessen sollte die Auseinandersetzung mit kulturellen Überlieferungen in den Fächern Deutsch, Geschichte, Erdkunde und Religion gefördert werden. Andererseits sollte sich das Gymnasium stärker für moderne Fremdsprachen und Naturwissenschaften öffnen. Wichtige Themen der Richertschen Reform waren die Einheitsschule, „Kulturkunde“ und sogenannte „Quellbezirke des deutschen Lebens“.
Die Einheitsschule in diesem speziellen ideologischen Verständnis, die eigentlich nur das Gymnasium umfasste und nichts mit dem sozialdemokratischen Verständnis einer organisatorischen Einheit aller Schulen zu tun hatte wie es von Fritz Karsen an der Karl-Marx-Schule (Berlin-Neukölln) vertreten wurde, sollte zu einer einheitlichen Erziehung der Deutschen führen, die ihre Kultur als eigene Bildungsstufen erleben könnten. „Kulturkunde“ war eine Fächergruppe (Religion, Deutsch, Geschichte und Staatsbürgerkunde sowie Erdkunde) und gleichzeitig ein Prinzip, das je nach Schultyp und Unterricht zur Konzentration auf bestimmte Themen führen sollte. Sie stellte als Kern „deutschen Wesens und Werdens“ die Basis jeder gymnasialen Bildung dar. Als weitere „Quellbezirke deutschen Lebens“ verstand Richert das Christentum und die Antike (repräsentiert durch das humanistische Gymnasium), den modernen Europäismus (repräsentiert durch das Realgymnasium), Mathematik und Naturwissenschaften (repräsentiert durch die Oberrealschule) sowie den deutschen Idealismus (repräsentiert durch die „Deutsche Oberschule“).
Richerts Pläne gingen auf Entwicklungen Mitte des 19. Jahrhunderts und die Reformpädagogik zurück, wirkten aber andererseits bis nach 1945 auf die Reformbestrebungen ein (siehe dazu Oberschule).
Herwig Blankertz deutet die Reform so, dass die Deutsche Oberschule vornehmlich den neuen Pädagogischen Akademien in Preußen die Studenten für ein Volksschullehrerstudium zuführen sollte, wozu in der Weimarer Republik das Abitur vorausgesetzt wurde.